# 浅原橋
浅原橋（あさはらばし）は山梨県南アルプス市と中央市を結ぶ、富士川（但し、笛吹川と合流する前なので釜無川（かまなしがわ）と呼ばれる）
に架かる橋である。

## 概要
現在の橋の全長は407m、全幅11mとなっており、最初の橋が架けられてから六代目にあたる。南アルプス市南部から特急停車駅である身延線東花輪駅を結ぶ重要な橋梁であることから交通量が多く、新山梨環状道路釜無川大橋が供用された後もラッシュ時間帯において混雑する。

## 歴史
山梨県道12号韮崎南アルプス中央線の旧道区間上にあり、古くから駿州往還として甲斐国と駿河国を結ぶ交通の要である。しかし江戸時代は釜無川がそれを遮り、渇水期に仮橋が架けられたもののそれ以外は「浅原の渡し」と呼ばれる渡し船が使われていた。明治時代になると東岸の浅原村（現在の南アルプス市浅原地区）で架僑の機運が高まり、対岸の臼井阿原村と共同で1873年（明治6年）に全長342m、幅2.7mの木橋が架けられた。費用は浅原、臼井阿原の両村で出し合ったが負担が大きく、山梨県の許可を得て橋銭を徴収していた。なお、当時はこの一帯はすべて渡し船が使われており、1899年（明治32年）に上流側に開国橋が架けられるまで唯一の橋であった。
1899年（明治31年）に山梨馬車鉄道が東岸ので延伸し、当初は橋を使わずここから運河を使い荷物を運ぶ計画であったが肝心の運河が船を渡すことができなかったため、富士川舟運関係者の有志で「鰍沢馬車鉄道」が設立され鰍沢河岸まで延伸することとなり1901年（明治33年）に浅原橋を渡るルートが開通した。なお、1902年（明治34年）に鰍沢馬車鉄道は山梨馬車鉄道に吸収合併されている。
1906年（明治39年）に山梨馬車鉄道は軽便鉄道に置き換えられ「山梨軽便鉄道」となり、同時にやや北側へ移る形で鉄道道路併用橋として二代目の橋が架け替えられた。しかし東岸では富士方面から「富士身延鉄道」（現在の身延線）の路線工事が行われており、さらに乗合自動車との競争に敗れた山梨軽便鉄道は1925年（大正14年）に「甲府電車軌道」（のちの山梨交通電車線）に買収され、さらに甲府電車軌道は浅原橋を渡らず開国橋を渡るルートになったため、1927年（昭和2年）に鰍沢河岸から千秋橋東詰までの区間が廃止されたことにより鉄道道路併用橋としての使命を終えた。
翌1928年（昭和3年）に富士身延鉄道が甲府駅まで開通し、東岸に東花輪駅が開業すると駅と並行するよう橋は南側に移設され、三代目の橋が開通した。しかしこの橋は釜無川の増水の度に流されたため、1950年（昭和25年）に両端は木橋のままであるが中央部を鋼橋とする四代目の橋が架橋。さらに1962年（昭和37年）には両端も鋼橋となる五代目の橋が架橋された。
五代目の橋も架橋から50年が経過しており、上述の通り交通量も多いことから老朽化が著しくこれまでに数回の修繕を行っていたが、2011年（平成23年）より六代目の橋へ架け替える工事を開始。2015年（平成27年）竣工・供用開始を目指し工事が進められていたが、予定より早く2013年（平成25年）12月3日に開通し供用を開始している。